# MV Agusta 350 "Ipotesi"
La MV Agusta 350, meglio conosciuta come "Ipotesi", è un motociclo prodotto dalla casa di Cascina Costa dal 1975 al 1977.

## Contesto
Nata per sostituire il precedente e fortunato modello "350 Sport", viene progettata e costruita senza badare a spese, con l'intento di colmare il "gap" che divideva le moto da competizione dalla produzione di serie della MV Agusta.

## Caratteristiche

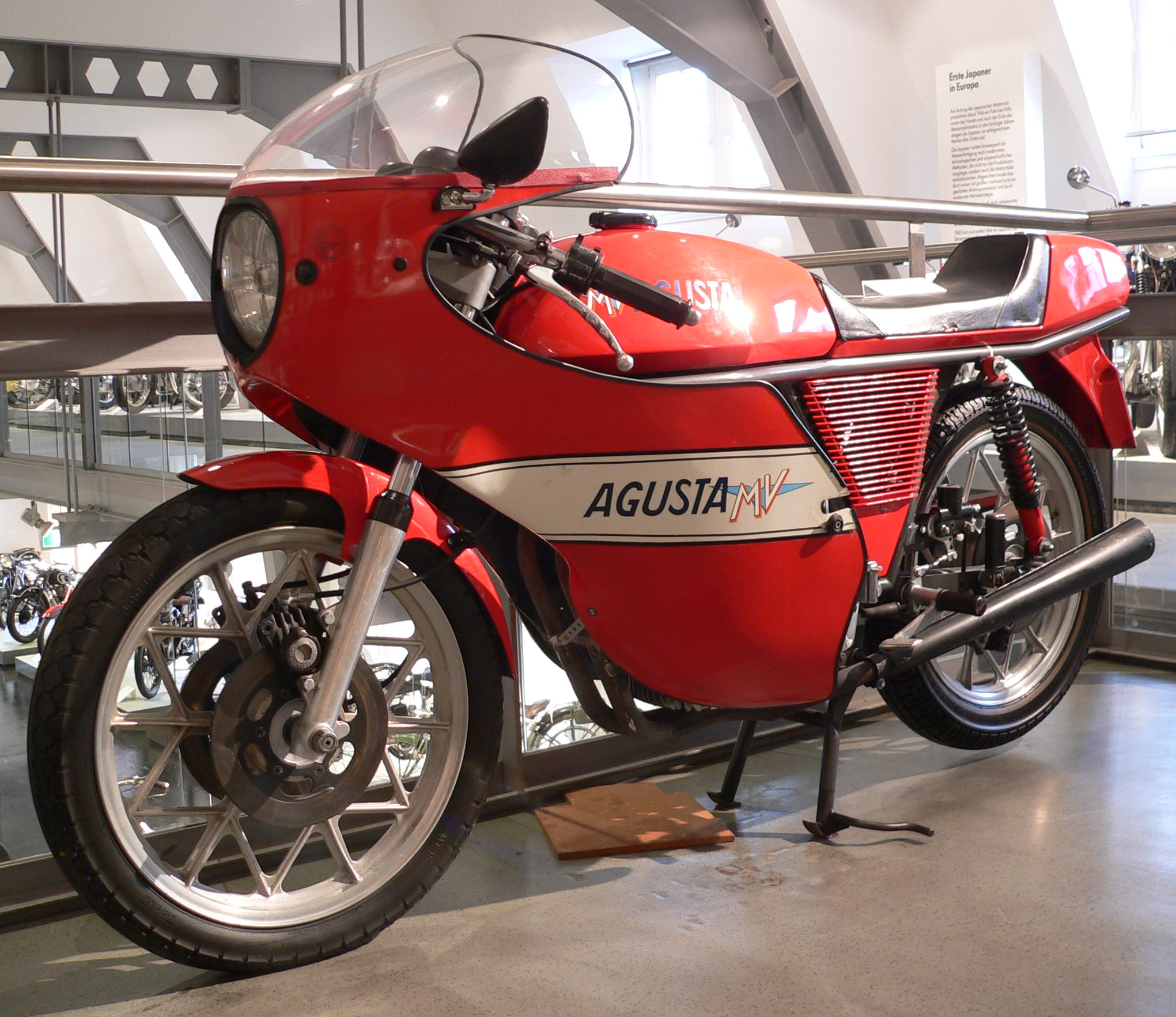
MV Agusta 350 S carenata (1975)

Se la carrozzeria è fortemente moderna, l'impostazione generale risulta improntata a schemi classici e ben collaudati, con l'aggiunta di soluzioni tecniche di pregevole qualità come l'adozione del doppio disco Scarab all'anteriore e le sospensioni appositamente realizzate dalla Ceriani; è la prima moto di serie italiana con 3 freni a disco e cerchi in lega anziché a raggi. Originale per l'epoca anche la sella con bauletto incorporato nel codino.
Il telaio ed il motore sono derivati dal precedente modello e, pur non esprimendo una raffinata tecnologia, riusciranno subito affidabili. La moto nel suo insieme era particolarmente compatta nelle dimensioni e pertanto anche maneggevole nella guida.
Le uniche, ma corali critiche, sono incentrate sulla mancanza dell'avviamento elettrico e delle frecce, a quell'epoca particolarmente ambiti.
Tuttavia, il prestigio del marchio e la possibilità di montare (optional) la carenatura integrale (in modo da sentirsi un poco Agostini), fanno dimenticare la spartanità.

## Storia

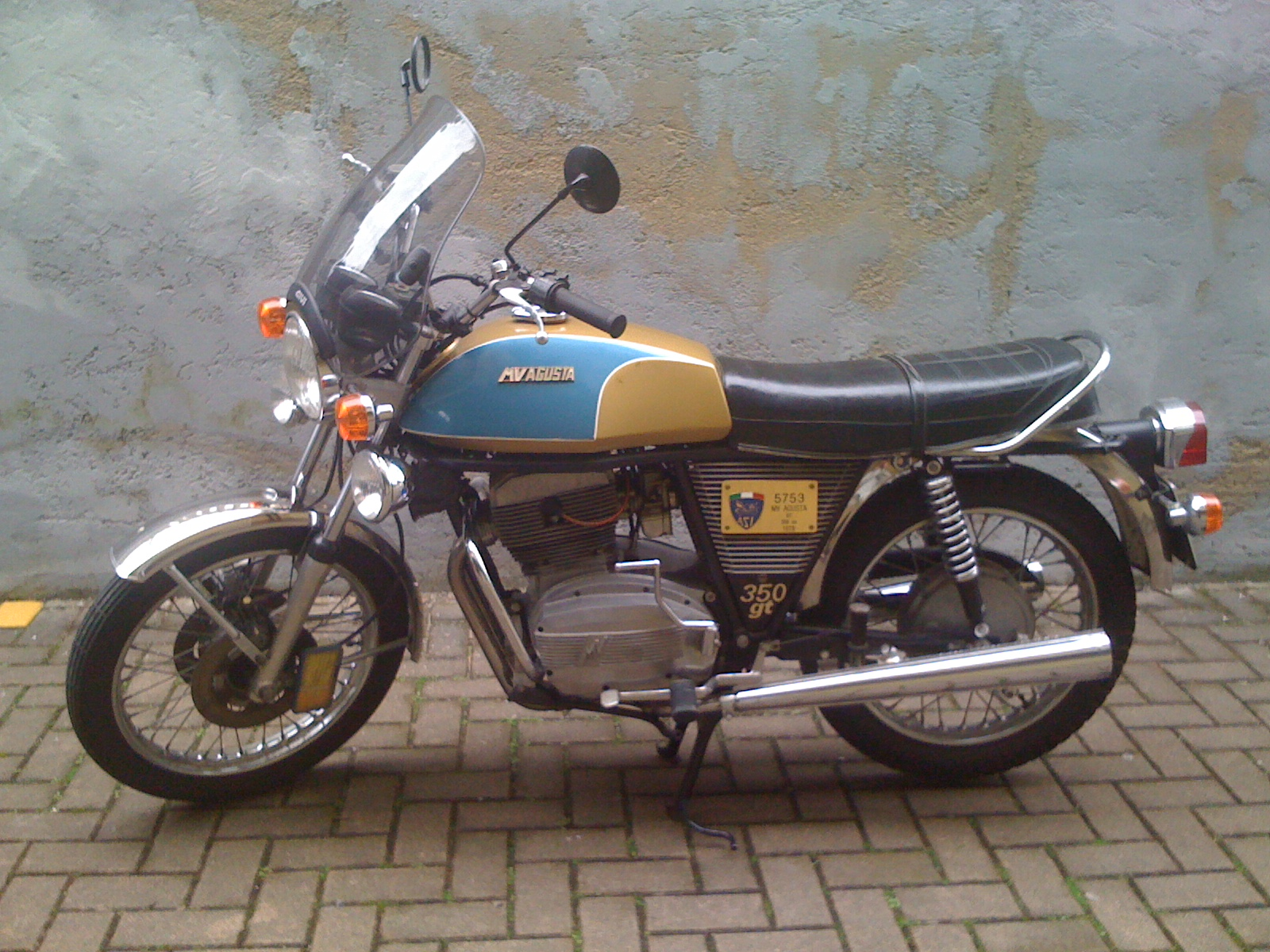
MV Agusta 350 GT del 1975

Il prototipo, denominato "350 Ipotesi", viene presentato al Salone di Milano del 1973 sollevando notevoli apprezzamenti da parte della stampa specializzata e degli appassionati, sia per l'elegante livrea, realizzata dalla "Italdesign" di Giorgio Giugiaro, sia per la qualità della componentistica.
La denominazione provvisoria "350 Ipotesi", ancora oggi, è la più usata per identificare il modello, forse per meglio differenziarla dall'omonimo modello precedente.
L'azienda, dopo la scomparsa del conte Domenico Agusta nel 1971, è nel pieno della sua parabola discendente e occorrerà attendere ben 15 mesi per vedere la consegna dei primi esemplari.
La MV Agusta 350 S (Sport) di serie è molto simile al prototipo, differendo in pochi particolari, come la sella accorciata ed il codino inclinato verso l'alto, che ne migliorano ulteriormente l'aspetto formale. Il prezzo di listino, nel 1975, è di 1.232.000 lire; in linea con la qualità della moto e con i prezzi della concorrenza. 
La produzione del motociclo si muove a rilento, con tempi di consegna tanto lunghi da scoraggiare molti acquirenti e le voci sull'incertezza del futuro MV, rimbalzano continuamente sulla stampa.
Nel 1975 entra in produzione la versione GT (Gran Turismo), presentata l'anno precedente, appena pochi mesi prima che l'azienda sospenda ogni attività in campo motociclistico. Le modifiche sostanziali, riguardano il tipo di manubrio, la sella biposto e la finitura bicolore del serbatoio. Di questa versione verranno prodotti 350 esemplari.
Il prenotato spazio della MV Agusta al Salone di Milano del 1977, dove era prevista la presentazione della "350 S" aggiornata e di altri nuovi modelli della gamma, resterà desolatamente vuoto.
È il 1980 quando l'ultimo dei 1.976 esemplari prodotti, ormai fondo di magazzino, viene immatricolato.